# Michael Copon
Michael Sowell Copon (Chesapeake, 13 novembre 1982) è un attore e cantante statunitense.

## Carriera
Copon è nato e cresciuto a Chesapeake, nella Virginia, da padre filippino e da madre statunitense. Si è diplomato presso la Deep Creek High School di Chesapeake, dove ha militato inoltre nella locale squadra di calcio, guadagnandocisi il soprannome di The Supreme Filippine.
È conosciuto soprattutto per aver interpretato la parte di Felix Taggaro nella serie televisiva One Tree Hill e per aver interpretato il protagonista Mathayus  ne Il Re Scorpione 2 - Il destino di un guerriero, prequel  de Il Re Scorpione (a sua volta un derivato del franchise multimiliardario de La mummia') girato unicamente per il mercato home video. Ha riscosso anche una discreta fama per i ruoli in altre serie televisive quali Beyond the Break e Power Rangers: Time Force, interpretandovi in quest'ultima la parte del blue-ranger Lucas Kendall.

## Musica
Nel settembre 2010 pubblica il suo singolo di debutto Let's Get Nasty

## Vita personale
È alto 1,85 m e vive a Los Angeles. È sposato con la cantante Jenny Webbe.

## Filmografia

### Cinema
- Dishdogz, regia di Mikey Hilb (2005)
- All You've Got - Unite per la vittoria (All You've Got), regia di Neema Barnette (2006)
- Elevator, regia di Bryan Theodore (2006)
- Ragazze nel pallone - Pronte a vincere (Bring It On: In It to Win It), regia di Steve Rash (2007)
- Il Re Scorpione 2 - Il destino di un guerriero (The Scorpion King 2: Rise of a Warrior), regia di Russell Mulcahy (2008)
- BoyBand, regia di Jon Artigo (2010)
- Killer Holiday, regia di Marty Thomas (2013)

### Televisione
- Power Rangers Time Force – serie TV, 40 episodi (2001)
- Power Rangers Wild Force – serie TV, episodi 1x24-1x25 (2002)
- Even Stevens – serie TV, episodio 3x20 (2003)
- One Tree Hill – serie TV, 12 episodi (2004-2005)
- Scrubs - Medici ai primi ferri (Scrubs) – serie TV, episodio 4x22 (2005)
- Reno 911! – serie TV, episodio 3x10 (2005)
- Raven (That's So Raven) – serie TV, episodi 3x14-4x08 (2005-2006)
- Beyond the Break - Vite sull'onda (Beyond the Break) – serie TV, 21 episodi (2006-2009)
- Greek - La confraternita (Greek) – serie TV, episodi 1x18-1x21 (2008)
- CSI: Miami – serie TV, episodio 7x12 (2009)
- Hawaii Five-0 – serie TV, episodio 1x03 (2010)
- Dystopia - serie TV (2019)

## Doppiatori italiani
Nelle versioni in italiano dei suoi film, Michael Copon è stato doppiato da:
- Alessandro Tiberi: Power Rangers Time Force, Power Rangers Wild Force
- Fabrizio Manfredi: Il Re Scorpione 2 - Il destino di un guerriero
- Paolo Vivio: Beyond the Break - Vite sull'onda
- Francesco Pezzulli: One Tree Hill